# Ланнер, Олле
Олле Ланнер (швед. Olle Lanner; 30 декабря 1884 — 26 июля 1926, Стокгольм) — шведский гимнаст, чемпион летних Олимпийских игр 1908 года.
На Играх 1908 года в Лондоне Ланнер участвовал только в командном первенстве, в котором его сборная заняла первое место.